# Шип Спрингс (Њу Мексико)
Шип Спрингс (енгл. Sheep Springs) насељено је место без административног статуса у америчкој савезној држави Њу Мексико.

## Демографија
По попису из 2010. године број становника је 245, што је 8 (3,4%) становника више него 2000. године.
| Група             | 2000.    | 2010.    |
| Белци             | 3 (1,3%) | 1 (0,4%) |
| Афроамериканци    | 0 (0,0%) | 0 (0,0%) |
| Азијати           | 0 (0,0%) | 0 (0,0%) |
| Хиспаноамериканци | 7 (3,0%) | 2 (0,8%) |
| Укупно            | 237      | 245      |